# Crater (película)
Crater es una película estadounidense de aventuras y ciencia ficción dirigida por Kyle Patrick Alvarez a partir de un guion de John Griffin y una historia de Griffin y Rpin Suwannath. Está protagonizada por Isaiah Russell-Bailey, Mckenna Grace, Billy Barratt, Orson Hong, Thomas Boyce y Scott Mescudi. La película fue estrenada en Disney+ el 12 de mayo de 2023.

## Sinopsis
Después de la muerte de su padre, un niño criado en una colonia minera lunar emprende un viaje para explorar un cráter misterioso con sus tres mejores amigos y un recién llegado de la Tierra, antes de ser trasladado permanentemente a otro planeta.

## Reparto
- Isaiah Russell-Bailey como Caleb Channing
- Mckenna Grace como Addison
- Billy Barratt como Dylan
- Orson Hong como Borney
- Thomas Boyce como Marcus
- Scott Mescudi como Michael Channing
- Selenis Leyva como Maria Slater
- Carson Minnear como Charlie Weaver
- Viviana Chavez como Enfermera
- Matthew Rimmer como Mensajero
- Michael Papajohn como Minero

## Producción
El guion especulativo de John Griffin apareció inicialmente en la Lista Negra de 2015, una lista anual de los mejores guiones no producidos del año, donde recibió 34 votos. El 8 de noviembre de 2017, se anunció que 20th Century Fox había comprado el guion a través del supervisor de efectos visuales Rpin Suwannath. Sin embargo, como resultado de la adquisición de 21st Century Fox por parte de Disney, el desarrollo del proyecto se detuvo. Shawn Levy estuvo inicialmente en negociaciones para dirigir la película, antes de ser reemplazado por Kyle Patrick Alvarez el 12 de enero de 2021. Levy ahora estaba encargado de producir el proyecto junto con su socio de producción de 21 Laps Entertainment, Dan Levine. Debido a la adquisición de Fox, la película se trasladó al servicio de transmisión de Disney, Disney+, para un estreno exclusivo en transmisión en lugar del estreno en cines tradicional. La película tuvo un presupuesto estimado de $53.4 millones.
En marzo de 2021, Mckenna Grace participó en la película junto a Isaiah Russell-Bailey, Billy Barratt, Orson Hong y Thomas Boyce. Scott Mescudi fue elegido en mayo.
La fotografía principal comenzó el 21 de junio de 2021 en Celtic Studios en Baton Rouge, Luisiana. El rodaje también tuvo lugar en Los Ángeles y duró hasta el 20 de agosto de 2021. El 29 de marzo de 2023 se compartió una primera imagen de la película.

## Estreno
La película se estrenó vía streaming el 12 de mayo de 2023 en Disney+. De manera sorpresiva, Disney eliminó la película de la plataforma el 30 de junio de 2023, a más de un mes de haberse estrenado.